# RAF Advanced Air Striking Force
RAF Advanced Air Striking Force (AASF) blev formeret den 24. august 1939 fra No. 1 Group. Den blev sendt til Frankrig for at dens lette og middeltunge bombefly kunne komme indenfor rækkevidde af Tyskland. Det var en uafhængig enhed i forhold til British Expeditionary Force og i starten rapporterede den direkte til luftfartsministeriet. Dette viste sig imidlertid ikke hensigtsmæssigt, og den 15. januar 1940 blev den underlagt den øverstkommanderende for de britiske flystyrker i Frankrig, viceluftmarskal 'Ugly' Barratt, som også overtog kommandoen over de flystyrker, der var tilknyttet BEF. 
AASF kom i kamp i maj 1940. Tyskerne angreb og AASF's fly gik på vingerne. Det blev en katastrofe. De britiske fly viste sig at være fuldstændig ubrugelige til at løse deres opgave mod de mere talrige tyske fly og det meget effektive antiluftskyts, som beskyttede de tyske enheder. Fairey Battle-flyene havde stort set ingen defensiv bevæbning og de fleste blev skudt ned i løbet af de første missioner, men de andre såsom Bristol Blenheim var ikke meget bedre. F.eks. kostede et angreb på broerne ved Maastricht i slutningen af maj AASF 40 ud af 71 angribende fly. Da de tyske styrker rykkede frem blev AASF tvunget til at trække sig længere sydpå i Frankrig. I midten af juni stod det imidlertid klart at slutningen på slaget om Frankrig hastigt nærmede sig, og AASF begyndte at trække sig tilbage fra Frankrig til Storbritannien. Hovedkvarteret blev opløst den 26. juni 1940. 
AASF's eneste chef var viceluftmarskal P H L Playfair.